# Pseudomasaris macswaini
Pseudomasaris macswaini är en stekelart som beskrevs av Richard Mitchell Bohart 1963. Pseudomasaris macswaini ingår i släktet Pseudomasaris och familjen Masaridae. Inga underarter finns listade i Catalogue of Life.